# Skagabyggð
Skagabyggð – gmina w północno-zachodniej Islandii, w regionie Norðurland vestra, położona nad zatoką Húnaflói, obejmująca zachodnią część półwyspu Skagi, rozdzielona na dwie części przez gminę Skagaströnd. Północna część gminy jest w większości niska i pagórkowata, pokryta licznymi jeziorami, z których największy to Langavatn. Południowa część jest górzysta ze szczytami sięgającymi około 950 m n.p.m.

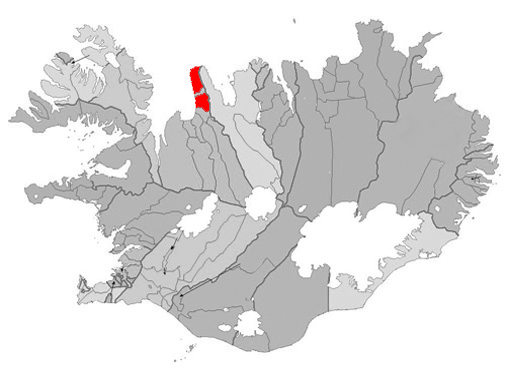
Położenie gminy Skagabyggð na mapie administracyjnej kraju

Gmina powstała w 2001 roku z połączenia gmin Vindhælishreppur i Skagahreppur.
Gmina jest słabo zaludniona - zamieszkuje ją niecałe 100 osób (2018). Brak jest większych osad. Większość ludności zamieszkuje w rozproszonych farmach wzdłuż zachodniego wybrzeża półwyspu, wzdłuż dróg nr 74 i 745. Droga nr 744 w południowej części gminy umożliwia połączenie z najbliższymi większymi miejscowościami: Blönduós na zachodzie i Sauðárkrókur na wschodzie.